# بالجی (اورتاکوی)
بالجی (به ترکی استانبولی: Balcı) یک منطقهٔ مسکونی در ترکیه است که در اورتاکوی (آق‌سرای) واقع شده‌است.